# Грязная игра (будущий фильм)
«Грязная игра» (англ. Play Dirty) — будущий художественный фильм режиссёра Шейна Блэка. Главные роли в фильме исполнили Марк Уолберг и Лакит Стэнфилд. В основе сюжета роман Дональда Уэстлейка «Паркер».

## Сюжет
Паркера, профессионального вора дважды обманывают и оставляют умирать. Его жажда мести, однако, приводит к тому, что ему удается совершить самое крупное ограбление в своей карьере. С помощью своего напарника, актёра и мошенника по имени Грофилд, ему придётся перехитрить южноамериканского диктатора, нью-йоркскую мафию и самого богатого человека в мире, если он надеется остаться в живых.

## В ролях
- Марк Уолберг — Паркер
- Лакит Стэнфилд
- Роза Салазар
- Дермот Малруни
- Тони Шалуб
- Киган-Майкл Ки
- Нэт Вулфф
- Чуквуди Ивуджи
- Томас Джейн

## Производство
О начале работы над фильмом стало известно в 2022 году. Главную роль должен был исполнить Роберт Дауни-младший. В январе 2024 года главную роль получил Марк Уолберг. В основе сюжета серия романов Дональда Уэстлейка «Паркер». В январе 2024 года в актёрский состав фильма вошли Роза Салазар и Лакит Стэнфилд. В феврале к актёрскому составу присоединились Дермот Малруни и Тони Шалуб. В марте Киган-Майкл Ки, Нат Вулфф, Чуквуди Ивуджи и Томас Джейн присоединились к актёрскому составу в нераскрытых ролях.